# メトロアドエージェンシー

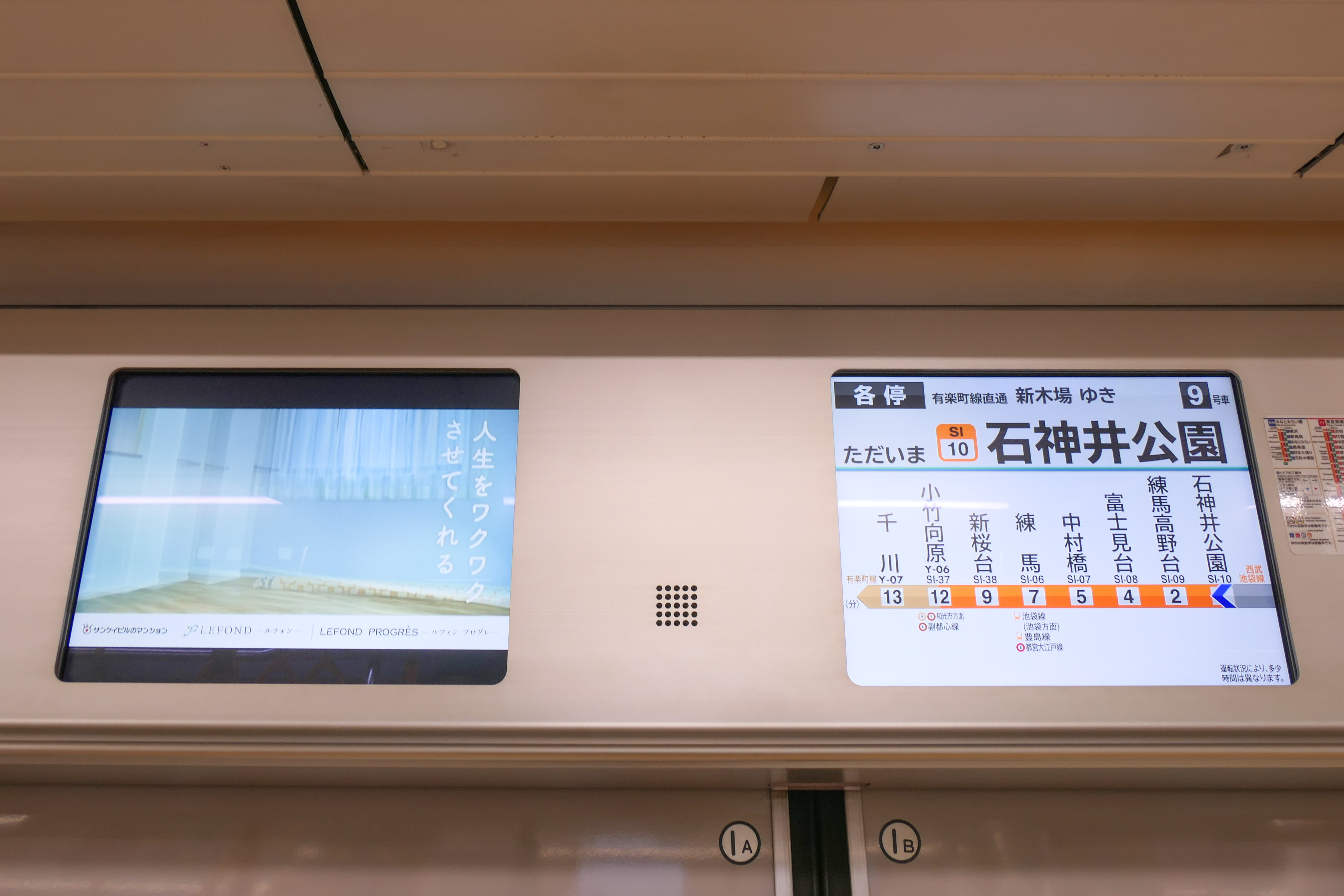
デジタルサイネージ「Tokyo Metro Vision」
（有楽町線・副都心線10000系電車）

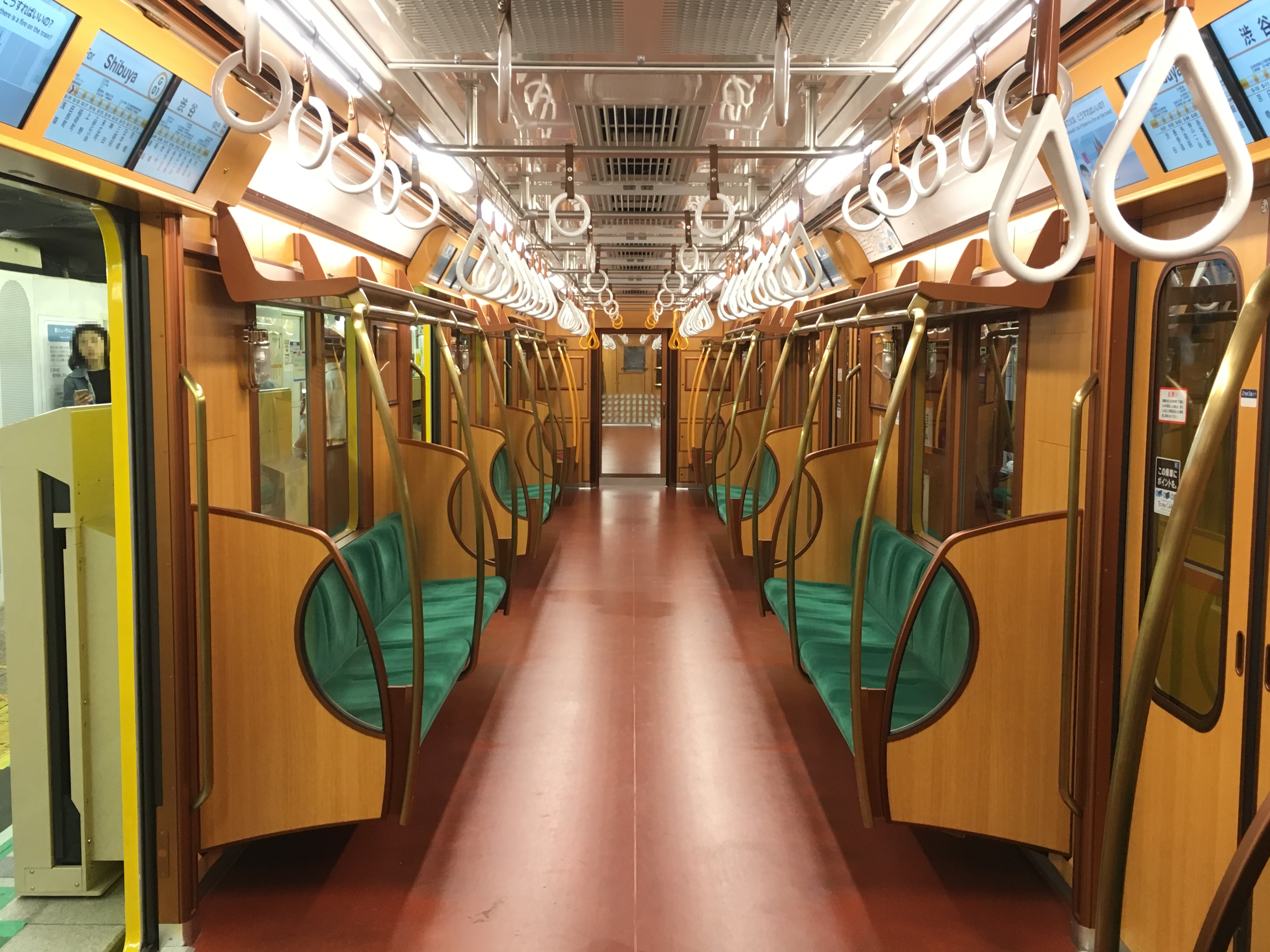
デジタルサイネージ「Ginza Retro Vision 」を設置した銀座線1000系特別仕様車

株式会社メトロアドエージェンシー（英語社名：Metro Ad Agency Co., Ltd.）は、東京地下鉄（東京メトロ）グループの広告代理店。東京メトログループの広告代理業務・広告媒体管理を一元的に行うため設立された、東京地下鉄株式会社の完全子会社である。
そのほか、モバイルアプリケーション開発事業として東京地下鉄の公式アプリ「東京メトロアプリ」等の開発、また東京メトロ沿線を中心とした東京の地域情報サイト「アーバンライフメトロ (URBAN LIFE METRO) 」の運営などを行う。

## 概要
2007年（平成19年）、株式会社メトロアドエージェンシーを設立して営業開始。それまで東京メトロが直営で行っていた広告メディア管理運営業務と、同じく東京メトロ子会社で駅売店などの運営を行う株式会社メトロコマース（2006年設立）が担っていた広告代理店業務を統合し、東京メトログループの広告事業を一括して行う子会社として設立された。

### 事業内容
広告媒体管理業務
- 鉄道車両媒体（中吊広告、窓上広告）、駅媒体（駅貼りポスター、駅電飾看板、大型ボード）
- デジタルサイネージ
  - Tokyo Metro Vision (TMV)  - 東京メトロ各線の車内に設置

Ginza Retro Vision (GRV) - 銀座線（1000系特別仕様車[4]）の車内に設置[1]
  - M Station Vision (MSV) - 丸ノ内線の駅（6駅）に設置[1]
  - Metro Concourse Vision (MCV) - 東京メトロの地下鉄駅コンコース（銀座駅、表参道駅、新橋駅、秋葉原駅）に設置[1]
  - Metro Wall Vision (MWV) - 東京メトロの地下鉄駅の壁面（新宿駅、六本木駅、恵比寿駅、有楽町駅）に設置[1]

アプリケーション開発事業
- 東京メトロ乗換案内アプリ「メトロタッチ」、東京メトロ公式アプリ「東京メトロアプリ」

ウェブサイト運営事業
- 東京の地域情報サイト「アーバンライフメトロ (URBAN LIFE METRO) 」の運営

クリエイティブ事業
- ジャムから生まれた「ジャムム（Jam-mu）」の企画・開発[5]

### 広告賞主催
2017年（平成29年）より「これからの新しい交通広告の価値を創造することを目的とした広告賞」として「Metro Ad Creative Award」を主催している。翌2018年（平成30年）3月23日、第1回「Metro Ad Creative Award」贈賞式が開催された。

## 沿革
- 2007年（平成19年）
  - 2月5日 - 株式会社メトロアドエージェンシーとして会社設立[1]。
  - 4月1日 - 東京地下鉄とメトロコマースから広告事業を移管され、営業開始[1]。
- 2008年（平成20年）
  - 6月14日 - デジタルサイネージ「Tokyo Metro Vision」での広告を有楽町線・副都心線10000系に導入[1]。
- 2009年（平成21年）
  - 3月13日	情報セキュリティマネジメントシステムに関する国際規格「ISO/IEC 2700 2005」の認証を取得[1]。
  - 10月1日 - デジタルサイネージ「M Station Vision (MSV) 」での丸ノ内線の6駅で開始[1]。
- 2010年（平成22年）
  - 11月13日	- 乗換案内アプリ「メトロタッチ」アプリのiPhone版をリリース[1]。
- 2011年（平成23年）
  - 3月31日 -「メトロタッチ」アプリのAndroid版をリリース[1]、バナー広告を販売開始[1]。
- 2013年（平成25年）
  - 4月15日 - デジタルサイネージ「Metro Concourse Vision (MCV) 」での広告を、地下鉄4駅（銀座駅、表参道駅、新橋駅、秋葉原駅）のコンコースで開始[1]。
- 2018年（平成30年）
  - 3月23日 - 第1回「Metro Ad Creative Award」贈賞式を開催[1]。
  - 4月16日 - デジタルサイネージ「Ginza Retro Vision (GRV) 」での広告を、銀座線1000系特別仕様車で開始[1]。
  - 9月19日 - フリーマガジン『アーバンライフメトロ (URBAN LIFE METRO) 』をウェブ版として復刊[1]。
  - 12月3日 - デジタルサイネージ「Metro Wall Vision (MWV) 」での広告を、新宿駅、六本木駅、恵比寿駅、有楽町駅で開始[1]。
- 2020年（令和2年）
  - 3月2日 - 「アーバンライフメトロ (URBAN LIFE METRO) 」アプリ（iPhone版・Android版）をリリース[1]。

### 受賞歴
- 2008年 - 2007年度グッドデザイン賞受賞：フリーペーパーラック「メトロフリー」
- 2012年 - 第65回電通広告賞 優秀賞受賞（ポスター広告駅構内部門）
- 2015年 - 第54回JAA広告賞「消費者が選んだ広告コンクール」JAA特別賞（屋外・交通部門）
- 2017年
  - 第70回電通広告賞 最優秀賞受賞（OOHメディア広告サイネージ部門）
  - スパイクスアジア広告祭（Spikes Asia 2017）ブロンズ賞受賞（デジタル部門）
  - DSA日本空間デザイン賞2017 銀賞
- 2018年 - 第56回JAA広告賞「消費者が選んだ広告コンクール」入賞（屋外・交通部門）
- 2019年 - 第57回JAA広告賞「消費者が選んだ広告コンクール」入賞（屋外・交通部門）
- 2020年 - 第58回JAA広告賞「消費者が選んだ広告コンクール」入賞（屋外・交通部門）※複数受賞
- 2021年 - SmartNews Awards 2021　ベストパートナー賞受賞：「アーバンライフメトロ (URBAN LIFE METRO)　WEB版 」